# Dospat Peak
Der Dospat Peak (englisch; bulgarisch връх Доспат wrach Dospat) ist ein 500 m hoher Berg auf der Livingston-Insel im Archipel der Südlichen Shetlandinseln. In den Vidin Heights ragt er 1 km ostsüdöstlich des Miziya Peak, 0,96 km südlich des Krichim Peak und 0,3 km nördlich des Ahtopol Peak auf.
Bulgarische Wissenschaftler kartierten ihn im Zuge der Vermessung der Tangra Mountains zwischen 2004 und 2005. Die bulgarische Kommission für Antarktische Geographische Namen benannte ihn 2005 nach dem Ort Dospat im Süden Bulgariens.